# Minoa lutea
Minoa lutea är en fjärilsart som beskrevs av Leo Schwingenschuss 1954. Minoa lutea ingår i släktet Minoa och familjen mätare. Inga underarter finns listade i Catalogue of Life.